# Tiwa

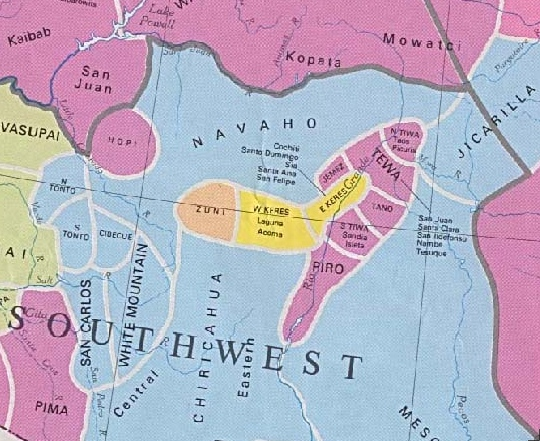
Localizzazione dei gruppi Tiwa nel sud-ovest degli Stati Uniti

I Tiwa, in spagnolo Tigua, sono un gruppo di nativi americani appartenenti al gruppo dei Pueblo e viventi in New Mexico e Texas. Essi parlano lingue tiwa ed ebbero un importante ruolo nella storia del Texas.
Si distinguono due gruppi:
- Tiwa settentrionali: Pueblo di Taos e Pueblo di Picuris (Nuovo Messico);
- Tiwa meridionali: Pueblo di Isleta e Pueblo di Sandia (Nuovo Messico), Pueblo di Ysleta del Sur (Texas).